# Exoprosopa tuckeri
Exoprosopa tuckeri är en tvåvingeart som beskrevs av Mario Bezzi 1921. Exoprosopa tuckeri ingår i släktet Exoprosopa och familjen svävflugor. Inga underarter finns listade i Catalogue of Life.